# Johann Friedrich August Göttling
Johann Friedrich August Göttling (Derenburg, 5 giugno 1753 – Jena, 1º settembre 1809) è stato un chimico tedesco.

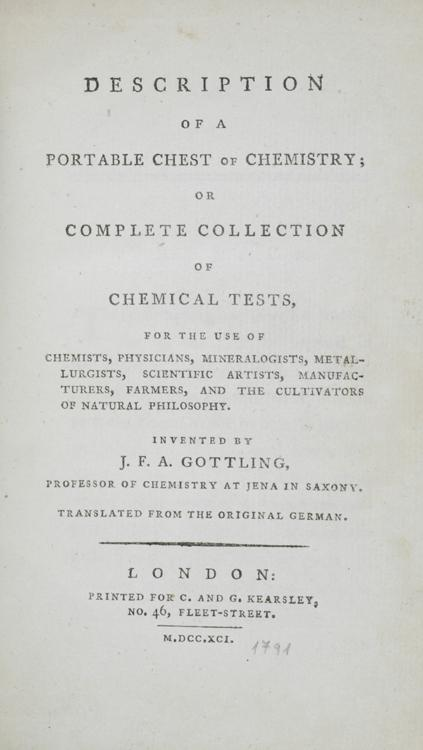
Description of a portable chest of chemistry, 1791

Gottling sviluppò e vendeva i kit di dosaggio chimico e studiò i processi per estrarre lo zucchero dalle barbabietole per integrare il suo scarso stipendio universitario. Studiò chimica, in particolare si concentrò sullo zolfo, arsenico, fosforo e mercurio. Scrisse dei testi sulla chimica analitica e studiò l'ossidazione dei composti organici con acido nitrico. Era uno dei primi scienziati in Germania a prendere posizione contro la teoria del flogisto e ad essere favorevole alla nuova chimica di Lavoisier.

## Biografia
Studiò farmacia a Bad Langensalza sotto Johann Christian Wiegleb, e dal 1775 lavorò presso l'Hofapotheke (farmacia di corte) a Weimar. Dal 1785, Göttling studiò scienze naturali presso l'Università di Gottinga. Nel 1789, Johann Wolfgang von Goethe lo nominò professore associato di chimica e tecnologia presso l'Università di Jena. Per un certo periodo, Göttling fu la principale fonte di conoscenza chimica di Goethe.

## Opere
- Praktische Vortheile und Verbesserungen verschiedener pharmaceutisch-chemischer Operationen für Apotheker, 1783.
- Beytrag, zur Berichtigung der anti-phlogistischen Chemie auf Versuche gegründet, 1794.
- Chemische Bemerkungen über das phosphorsaure Quecksilber und Hrn. Hahnemanns schwarzen Quecksilberkalk, 1795.[5]
- Handbuch der theoretischen und praktischen Chemie, 1798–1800 (3 volumi).
- Elementarbuch der chemischen Experimentirkunst, 1808–09 (2 volumi).